# Internacional Femenil Poza Rica
L'Internacional Femenil Poza Rica è un torneo professionistico di tennis giocato su campi in cemento. Fa parte dell'ITF Women's Circuit. Si gioca annualmente a Poza Rica in Messico.

## Albo d'oro

### Singolare
| Anno | Campionessa                  | Finalista          | Punteggio     |
| ---- | ---------------------------- | ------------------ | ------------- |
| 2011 | María Fernanda Álvarez Terán | Romana Tedjakusuma | 6-3, 6-4      |
| 2012 | Jaroslava Švedova            | Mónica Puig        | 6-1, 6-2      |
| 2013 | Jovana Jakšić                | Julia Cohen        | 2–6, 6–3, 6–4 |

### Doppio
| Anno | Campionesse                                       | Finaliste                             | Punteggio        |
| ---- | ------------------------------------------------- | ------------------------------------- | ---------------- |
| 2011 | Macall Harkins Nicole Rottmann                    | Fernanda Hermenegildo Teliana Pereira | 6-2, 6-4         |
| 2012 | Maria Elena Camerin Marija Korytceva              | Jana Čepelová Lenka Wienerová         | 5-7, 6-2, [10-3] |
| 2013 | María Fernanda Álvarez Terán Maria Fernanda Alves | Stéphanie Dubois Ol'ga Savčuk         | 6–2, 6–3         |